# Драшусов Олександр Миколайович

Олександр Миколайович Драшусов (рос. Александр Николаевич Драшусов; 17 квітня 1816 – 14 грудня 1890) — російський астроном і літератор.
Народився у Москві. 1833 закінчив Московський університет та був залишений при ньому для підготовки до професорського звання. Після повернення із закордонного відрядження в 1834 призначений ад'юнктом по кафедрі астрономії, в 1844-1855 очолював обсерваторію Московського університету. У 1855 покинув університет та обсерваторію. У 1859-1860 — цензор Московського цензурного комітету, в 1861-1875 служив у міністерстві внутрішніх справ. 
Розробив проект перебудови Московської обсерваторії, яка була проведена під його керівництвом у 1844-1855. Придбав та встановив в обсерваторії нові інструменти, в тому числі меридіанне коло Репсольда, на якому в 1853-1855 провів спостереження незадовго перед тим відкритого Нептуна і колополярних зірок. Спостереження Драшусова були згодом оброблені А. П. Соколовим і опубліковані в «Анналах Московської обсерваторії». За дорученням російського географічного товариства влітку 1847 Драшусов визначив координати 6 міст Володимирської губернії. Переклав на російську мову і видав у 1861 «Нариси астрономії» Дж. Ф. В. Гершеля.
Займався також літературною діяльністю, співпрацював в «Московских вѣдомостях», видавав «Московский іллюстрированный листок».